# 三浦基靖
三浦 基靖（みうら もとやす、1987年6月 - ）は、日本の薬学者（臨床薬物動態学・臨床薬理学・医療薬学）、薬剤師。学位は博士（薬学）（静岡県立大学・2021年）。静岡県立大学薬学部講師・大学院薬学研究院講師。
浜松医科大学医学部附属病院薬剤部薬剤主任などを歴任した。

## 概要
臨床薬物動態学、臨床薬理学、医療薬学を専攻する薬学者である。臨床製剤や薬物動態、薬力学解析といった見地から患者の便益の向上を図る研究などで知られている。浜松医科大学での勤務を経て、静岡県立大学で教鞭を執った。

## 来歴

### 生い立ち
1987年（昭和62年）6月に生まれた。静岡県により設置・運営される静岡県立大学に進学し、薬学部にて学んだ。2012年（平成24年）3月、静岡県立大学を卒業した。それにともない、学士の学位を取得した。

### 薬剤師として
同名の国立大学法人により設置・運営される浜松医科大学に採用され、2012年（平成24年）4月に医学部の附属病院にて薬剤部に配属された。また、静岡県立大学の大学院に進学しており、薬食生命科学総合学府の薬学専攻にて学んだ。薬学専攻においては、並木徳之が主宰する研究室に在籍した。在学中に「シトクロムP450活性及び薬物相互作用の評価を目的とした臨床試験法に関する研究」と題した博士論文を執筆した。2021年（令和3年）3月、静岡県立大学の大学院における博士課程を修了した。それに伴い、博士（薬学）の学位を取得した。2021年（令和3年）8月、浜松医科大学の医学部に設置された附属病院にて、薬剤部の薬剤主任に昇任した。

### 薬学者として
2022年（令和4年）4月1日、母校である静岡県立大学に採用され、薬学部の講師に就任した。薬学部においては主として薬学科の講義を担当し、内田信也、柏倉康治らとともに実践薬学分野を受け持った。また、同時に静岡県立大学の大学院においては、薬学研究院の講師を兼務することになった。大学院においては、主として薬食生命科学総合学府の講義を担当し、実践薬学教室を受け持った。

## 研究
専門は薬学であり、特に臨床薬物動態学、臨床薬理学、医療薬学といった分野の研究に従事していた。具体的には、患者の便益を図るため、臨床製剤、薬物動態、薬力学解析の研究に取り組んだ。また、医薬品の適正な使用を目指し、薬物動態や薬物作用解析の研究にも取り組んだ。そのほか、薬物の相互作用や遺伝的多型が薬物動態、臨床効果、副作用に対する影響について研究していた。さらに、薬剤師の評価と新たな業務の創出についても研究していた。
学術団体としては、日本薬学会、日本病院薬剤師会、日本医療薬学会、日本臨床腫瘍薬学会、などに所属していた。

## 略歴
- 1987年 - 誕生[4]。
- 2012年 - 静岡県立大学薬学部卒業[5]。
- 2012年 - 浜松医科大学医学部附属病院薬剤部配属[3]。
- 2021年 - 静岡県立大学大学院薬食生命科学総合学府博士課程修了[5]。
- 2021年 - 浜松医科大学医学部附属病院薬剤部薬剤主任[3]。
- 2022年 - 静岡県立大学薬学部講師[3][10]。
- 2022年 - 静岡県立大学大学院薬学研究院講師。

### 註釈
1. ↑  静岡県立大学は、2007年に静岡県から静岡県公立大学法人に移管された。

## 関連人物
- 内田信也 (薬学者)
- 柏倉康治
- 並木徳之